# Billie Jean King Cup 2020-2021 Zona Americana
La Zona Americana (America Zone) è una delle tre divisioni zonali nell'ambito della Billie Jean King Cup 2020-2021.
Essa è a sua volta suddivisa in due gruppi (Gruppo I e Gruppo II) formati rispettivamente da 7 e 15, inserite in tali gruppi in base ai risultati ottenuti l'anno precedente. Questi due gruppi sono vere e proprie categorie aventi un rapporto gerarchico fra di loro, equivalenti rispettivamente al terzo e al quarto livello di competizione.
Il Gruppo II della zona Americana è l'ultima categoria nell'ordine, pertanto in tale categoria non sono previste retrocessioni.

## Gruppo I
- Sede: Club Palestino, Santiago, Cile (Terra rossa)
- Periodo: 5-8 febbraio 2020

Le 7 squadre sono inserite in due gironi (Pool): uno da quattro squadre e uno da tre. Le quattro squadre classificatesi tra il primo e il secondo posto di ciascun girone prendono parte a degli spareggi per stabilire le quattro nazioni che ottengono il diritto di partecipare alle qualificazioni per la fase finale della Billie Jean King Cup 2022.

L'ultima classificata del pool composto da quattro squadre, retrocede nel Gruppo II. È inoltre previsto un turno di spareggio tra le terze classificate di ambedue i gironi, per decretare un'ulteriore retrocessione.

### Gruppi
|   | Pool A (Dettagli) | Paraguay (bandiera) | Colombia (bandiera) | Venezuela (bandiera) |
| 1 | Paraguay (2–0)    |                     | 2–1                 | 3–0                  |
| 2 | Colombia (1–1)    | 1–2                 |                     | 3–0                  |
| 3 | Venezuela (0–2)   | 0–3                 | 0–3                 |                      |

|   | Pool B (Dettagli) | Argentina (bandiera) | Messico (bandiera) | Cile (bandiera) | Perù (bandiera) |
| 1 | Argentina (3–0)   |                      | 2–1                | 2–1             | 3–0             |
| 2 | Messico (2–1)     | 1–2                  |                    | 2–1             | 3–0             |
| 3 | Cile (1–2)        | 1–2                  | 1–2                |                 | 3–0             |
| 4 | Perù (0–3)        | 0–3                  | 0–3                | 0–3             |                 |

### Paraguay vs. Messico
| Paraguay 1 | Club Palestino, Santiago, Cile 8 febbraio 2020 Terra rossa | Club Palestino, Santiago, Cile 8 febbraio 2020 Terra rossa                | Messico 2 |     |      |  |
| \| \| \| \| 1 \| 2 \| 3 \| \| \| - \| \| ------------------------------------------------------------------------- \| --- \| --- \| ---- \| \| \| 1 \| \| Lara Escauriza Fernanda Contreras \| 1 6 \| 6 1 \| 3 6 \| \| \| 2 \| \| Verónica Cepede Royg Giuliana Olmos \| 6 1 \| 6 3 \| \| \| \| 3 \| \| Verónica Cepede Royg / Lara Escauriza Fernanda Contreras / Giuliana Olmos \| 6 2 \| 3 6 \| 64 7 \| \| |                                                            |                                                                           |           |     |      |  |
| |                                                            |                                                                           | 1         | 2   | 3    |  |
| 1 | Paraguay (bandiera) · Messico (bandiera)                   | Lara Escauriza Fernanda Contreras                                         | 1 6       | 6 1 | 3 6  |  |
| 2 | Paraguay (bandiera) · Messico (bandiera)                   | Verónica Cepede Royg Giuliana Olmos                                       | 6 1       | 6 3 |      |  |
| 3 | Paraguay (bandiera) · Messico (bandiera)                   | Verónica Cepede Royg / Lara Escauriza Fernanda Contreras / Giuliana Olmos | 6 2       | 3 6 | 64 7 |  |

### Argentina vs. Colombia
| Argentina 2 | Club Palestino, Santiago, Cile 8 febbraio 2020 Terra rossa | Club Palestino, Santiago, Cile 8 febbraio 2020 Terra rossa                      | Colombia 0 |     |   |             |
| \| \| \| \| 1 \| 2 \| 3 \| \| \| - \| \| ------------------------------------------------------------------------------- \| --- \| --- \| - \| ----------- \| \| 1 \| \| Nadia Podoroska Emiliana Arango \| 7 5 \| 6 2 \| \| \| \| 2 \| \| Paula Ormaechea María Camila Osorio Serrano \| 6 4 \| 6 4 \| \| \| \| 3 \| \| Paula Ormaechea / Nadia Podoroska Emiliana Arango / María Camila Osorio Serrano \| \| \| \| non giocato \| |                                                            |                                                                                 |            |     |   |             |
| |                                                            |                                                                                 | 1          | 2   | 3 |             |
| 1 | Argentina (bandiera) · Colombia (bandiera)                 | Nadia Podoroska Emiliana Arango                                                 | 7 5        | 6 2 |   |             |
| 2 | Argentina (bandiera) · Colombia (bandiera)                 | Paula Ormaechea María Camila Osorio Serrano                                     | 6 4        | 6 4 |   |             |
| 3 | Argentina (bandiera) · Colombia (bandiera)                 | Paula Ormaechea / Nadia Podoroska Emiliana Arango / María Camila Osorio Serrano |            |     |   | non giocato |

### Spareggio retrocessione
| Venezuela 1 | Club Palestino, Santiago, Cile 8 febbraio 2020 Terra rossa | Club Palestino, Santiago, Cile 8 febbraio 2020 Terra rossa     | Cile 2 |     |     |  |
| \| \| \| \| 1 \| 2 \| 3 \| \| \| - \| \| -------------------------------------------------------------- \| ---- \| --- \| --- \| \| \| 1 \| \| Aymet Uzcátegui Bárbara Gatica \| 2 6 \| 0 6 \| \| \| \| 2 \| \| Andrea Gámiz Daniela Seguel \| 7 63 \| 4 6 \| 6 0 \| \| \| 3 \| \| Andrea Gámiz / Aymet Uzcátegui Bárbara Gatica / Alexa Guarachi \| 2 6 \| 4 6 \| \| \| |                                                            |                                                                |        |     |     |  |
| |                                                            |                                                                | 1      | 2   | 3   |  |
| 1 | Venezuela (bandiera) · Cile (bandiera)                     | Aymet Uzcátegui Bárbara Gatica                                 | 2 6    | 0 6 |     |  |
| 2 | Venezuela (bandiera) · Cile (bandiera)                     | Andrea Gámiz Daniela Seguel                                    | 7 63   | 4 6 | 6 0 |  |
| 3 | Venezuela (bandiera) · Cile (bandiera)                     | Andrea Gámiz / Aymet Uzcátegui Bárbara Gatica / Alexa Guarachi | 2 6    | 4 6 |     |  |

### Verdetti
- Argentina e Messico ammesse agli spareggi per accedere al turno di qualificazione della Fed Cup 2021.
- Venezuela e Perù retrocesse nel Gruppo II.

## Gruppo II
- Sede 1: Club de Tenis La Paz, La Paz, Bolivia (Terra rossa)
- Sede 2: Centro de Alto Rendimiento Fred Maduro, Panama, Panama (Terra rossa)
- Periodo: 2021

Le 15 competono in due differenti impianti, con otto nazioni che competono a La Paz, altre sette a Panama. A La Paz, le otto squadre sono suddivise in due gironi da quattro squadre. La vincente di ciascun girone, disputerà un play-off per sancire la promozione nel Gruppo I.
A Panama, invece, le sette squadre sono suddivise in un girone da quattro e uno da tre. Le vincenti di ciascun girone, accedono al Gruppo I.
Squadre partecipanti
La Paz
- Barbados
- Bolivia
- Rep. Dominicana
- Guatemala
- Honduras
- Giamaica
- Porto Rico
- Trinidad e Tobago

Panama
- Bahamas
- Costa Rica
- Cuba
- Ecuador
- El Salvador
- Panama
- Uruguay